# جایزه بزرگ بریتانیا ۲۰۲۲
جایزه بزرگ بریتانیا ۲۰۲۲ (که به‌طور رسمی با نام فرمول ۱ لنوو جایزه بزرگ بریتانیا ۲۰۲۲ شناخته می‌شود) یک مسابقه اتومبیل‌رانی فرمول یک است که در تاریخ ۳ ژوئیه ۲۰۲۲ در پیست سیلورستون در نورث‌همپتون‌شر، انگلستان برگزار می‌شود. این مسابقه دهمین دور از مسابقات فرمول یک فصل ۲۰۲۲ است.

## زمینه
این رویداد قرار است در آخر هفته ۱ تا ۳ ژوئیه برگزار شود. این هفتاد و سومین بار است که جایزه بزرگ بریتانیا برگزار می‌شود و این مسابقه دو هفته پس از جایزه بزرگ کانادا و یک هفته قبل از جایزه بزرگ اتریش برگزار می‌شود.

### جدول رده‌بندی قهرمانی قبل از مسابقه
ماکس فرستاپن پس از دور نهم در کانادا، با ۱۷۵ امتیاز، ۴۶ امتیاز بیشتر از هم‌تیمی خود سرجیو پرز در رده دوم و ۴۹ امتیاز بیشتر از شارل لکلرک در رتبه سوم، صدرنشین جدول قهرمانی رانندگان است. در جدول قهرمانی سازندگان، ردبول ریسینگ با ۳۰۴ امتیاز صدرنشین است. فراری با ۲۲۸ امتیاز و مرسدس با ۱۸۸ امتیاز در رده دوم و سوم قرار دارند.

### شرکت‌کنندگان
رانندگان و تیم‌ها همان لیست ورود به فصل هستند و هیچ راننده دیگری برای مسابقه حضور ندارد.

### انتخاب تایر
تأمین کننده تایر پیرلی ترکیبات سی۱، سی۲ و سی۳ (به ترتیب سخت، متوسط و نرم) را برای استفاده تیم‌ها در مسابقه اختصاص داده‌است.

## تمرین
قرار است سه جلسه تمرینی برای این جایزه بزرگ برگزار شود که هر جلسه یک ساعت طول می‌کشد. اولین و دومین جلسه تمرین روز جمعه ۱ ژوئیه در ساعت ۱۳:۰۰ و ۱۶:۰۰ به وقت محلی (یوتی‌سی ۱:۰۰+) و سومین جلسه تمرین شنبه ۲ ژوئیه ساعت ۱۲:۰۰ به وقت محلی برگزار شد.

### گزارش تمرین
قبل و در طول تمرین اول بارندگی وجود داشت، و تیم‌ها تصمیم گرفتند به دلیل پیش‌بینی هوای خشک برای بقیه تمرین، به اندازه معمول در پیست حرکت نکنند. در اواخر جلسه هوا صاف شد و مسیر شروع به خشک شدن کرد. تعدادی از رانندگان سعی کردند مسیر را با تایرهای نرم برانند، از جمله لانس استرول که در پیچ ۹ چرخید و در سنگریزه‌ها گیر کرد. والتری بوتاس سریع‌ترین راننده تمرین بود و لوییس همیلتون و کارلوس ساینز به ترتیب در رده‌های دوم و سوم قرار گرفتند.
در تمرین دوم بارندگی تمام شد و تمرین در شرایط خشک برگزار شد. خودروی استون مارتین سباستین فتل در این جلسه کمی آسیب دید، اما او به پیت‌لین بازگشت. ساینز سریع‌ترین زمان را ثبت کرد و همیلتون و لاندو نوریس به ترتیب دوم و سوم شدند.
تمرین سوم بدون هیچ حادثه مهمی برگزار شد. ماکس فرستاپن سریع‌ترین راننده این جلسه تمرینی بود و سرجیو پرز و شارل لکلرک به ترتیب دوم و سوم شدند.

## تعیین خط
تعیین خط ساعت ۱۵:۰۰ به وقت محلی در تاریخ ۲ ژوئیه برگزار شد.

### رده‌بندی تعیین خط
| جایگاه              | راننده         | شماره | سازنده                    | زمان‌ها    | زمان‌ها    | زمان‌ها    | نوبت نهایی |
| جایگاه              | راننده         | شماره | سازنده                    | مرحله اول | مرحله دوم | مرحله سوم | نوبت نهایی |
| ------------------- | -------------- | ----- | ------------------------- | --------- | --------- | --------- | ---------- |
| ۱                   | کارلوس ساینز   | ۵۵    | فراری                     | ۱:۴۰٫۱۹۰  | ۱:۴۱٫۶۰۲  | ۱:۴۰٫۹۸۳  | ۱          |
| ۲                   | ماکس فرستاپن   | ۱     | ردبول ریسینگ-آربی‌پی‌تی     | ۱:۳۹٫۱۲۹  | ۱:۴۰٫۶۵۵  | ۱:۴۱٫۰۵۵  | ۲          |
| ۳                   | شارل لکلرک     | ۱۶    | فراری                     | ۱:۳۹٫۸۴۶  | ۱:۴۱٫۲۴۷  | ۱:۴۱٫۲۹۸  | ۳          |
| ۴                   | سرجیو پرز      | ۱۱    | ردبول ریسینگ-آربی‌پی‌تی     | ۱:۴۰٫۵۲۱  | ۱:۴۲٫۵۱۳  | ۱:۴۱٫۶۱۶  | ۴          |
| ۵                   | لوییس همیلتون  | ۴۴    | مرسدس                     | ۱:۴۰٫۴۲۸  | ۱:۴۱٫۰۶۲  | ۱:۴۱٫۹۹۵  | ۵          |
| ۶                   | لاندو نوریس    | ۴     | مک‌لارن-مرسدس              | ۱:۴۱٫۵۱۵  | ۱:۴۱٫۸۲۱  | ۱:۴۲٫۰۸۴  | ۶          |
| ۷                   | فرناندو آلونسو | ۱۴    | آلپاین-رنو                | ۱:۴۱٫۵۹۸  | ۱:۴۲٫۲۰۹  | ۱:۴۲٫۱۱۶  | ۷          |
| ۸                   | جورج راسل      | ۶۳    | مرسدس                     | ۱:۴۰٫۰۲۸  | ۱:۴۱٫۷۲۵  | ۱:۴۲٫۱۶۱  | ۸          |
| ۹                   | گوانیو ژو      | ۲۴    | آلفارومئو-فراری           | ۱:۴۰٫۷۹۱  | ۱:۴۲٫۶۴۰  | ۱:۴۲٫۷۱۹  | ۹          |
| ۱۰                  | نیکلاس لطیفی   | ۶     | ویلیامز-مرسدس             | ۱:۴۱٫۹۹۸  | ۱:۴۳٫۲۷۳  | ۲:۰۳٫۰۹۵  | ۱۰         |
| ۱۱                  | پیر گاسلی      | ۱۰    | آلفاتاوری-آربی‌پی‌تی        | ۱:۴۱٫۶۸۰  | ۱:۴۲٫۷۰۲  | —         | ۱۱         |
| ۱۲                  | والتری بوتاس   | ۷۷    | آلفارومئو-فراری           | ۱:۴۱٫۳۹۶  | ۱:۴۴٫۲۳۲  | —         | ۱۲         |
| ۱۳                  | یوکی سونودا    | ۲۲    | آلفاتاوری-آربی‌پی‌تی        | ۱:۴۱٫۸۹۳  | ۱:۴۴٫۳۱۱  | —         | ۱۳         |
| ۱۴                  | دنیل ریکیاردو  | ۳     | مک‌لارن-مرسدس              | ۱:۴۱٫۹۳۳  | ۱:۴۴٫۳۵۵  | —         | ۱۴         |
| ۱۵                  | استابان اوکون  | ۳۱    | آلپاین-رنو                | ۱:۴۱٫۷۳۰  | ۱:۴۵٫۱۹۰  | —         | ۱۵         |
| ۱۶                  | الکساندر آلبون | ۲۳    | ویلیامز-مرسدس             | ۱:۴۲٫۰۷۸  | —         | —         | ۱۶         |
| ۱۷                  | کوین مگنوسن    | ۲۰    | هاس-فراری                 | ۱:۴۲٫۱۵۹  | —         | —         | ۱۷         |
| ۱۸                  | سباستین فتل    | ۵     | استون مارتین آرامکو-مرسدس | ۱:۴۲٫۶۶۶  | —         | —         | ۱۸         |
| ۱۹                  | میک شوماخر     | ۴۷    | هاس-فراری                 | ۱:۴۲٫۷۰۸  | —         | —         | ۱۹         |
| ۲۰                  | لانس استرول    | ۱۸    | استون مارتین آرامکو-مرسدس | ۱:۴۳٫۴۳۰  | —         | —         | ۲۰         |
| زمان ۱۰۷٪: ۱:۴۶٫۰۶۸ |                |       |                           |           |           |           |            |
| منابع:              |                |       |                           |           |           |           |            |

## مسابقه
این مسابقه ساعت ۱۵:۰۰ به وقت محلی، در تاریخ ۳ ژوئیه برگزار شد.
پس از تصادفی که ژو، آلبون، راسل، اوکون و سونودا در اولین پیچ در دور اول، مسابقه با پرچم قرمز همراه شد. ترتیب خط شروع برای راه‌اندازی مجدد مسابقه بازنشانی شد، زیرا همه خودروها قبل از اعلام پرچم قرمز مسابقه، دور اول مسابقه را تکمیل نکردند. مسابقه در ساعت ۱۵:۵۶ به وقت محلی مجدداً آغاز شد. ساینز در شروع مجدد، توانست برتری خود را نسبت به فرستاپن حفظ کند. فرستاپن بعداً با کرب‌ها برخورد کرد که منجر به آسیب شدید کف خودرو و از دست دادن سرعت شد. دو خودروی آلفاتاوری در دور ۱۴ با هم برخورد کردند که بعداً باعث بازنشستگی پیر گاسلی شد.

### رده‌بندی مسابقه
| جایگاه                                                               | شماره | راننده         | سازنده                    | دور | زمان                 | امتیاز |
| -------------------------------------------------------------------- | ----- | -------------- | ------------------------- | --- | -------------------- | ------ |
| ۱                                                                    | ۵۵    | کارلوس ساینز   | فراری                     | ۵۲  | ۲:۱۷:۵۰٫۳۱۱          | ۲۵     |
| ۲                                                                    | ۱۱    | سرجیو پرز      | ردبول ریسینگ-آربی‌پی‌تی     | ۵۲  | ۳٫۷۷۹+               | ۱۸     |
| ۳                                                                    | ۴۴    | لوییس همیلتون  | مرسدس                     | ۵۲  | ۶٫۲۲۵+               | ۱۶۱    |
| ۴                                                                    | ۱۶    | شارل لکلرک     | فراری                     | ۵۲  | ۸٫۵۴۶+               | ۱۲     |
| ۵                                                                    | ۱۴    | فرناندو آلونسو | آلپاین-رنو                | ۵۲  | ۹٫۵۷۱+               | ۱۰     |
| ۶                                                                    | ۴     | لاندو نوریس    | مک‌لارن-مرسدس              | ۵۲  | ۱۱٫۹۴۳+              | ۸      |
| ۷                                                                    | ۱     | ماکس فرستاپن   | ردبول ریسینگ-آربی‌پی‌تی     | ۵۲  | ۱۸٫۷۷۷+              | ۶      |
| ۸                                                                    | ۴۷    | میک شوماخر     | هاس-فراری                 | ۵۲  | ۱۸٫۹۹۵+              | ۴      |
| ۹                                                                    | ۵     | سباستین فتل    | استون مارتین آرامکو-مرسدس | ۵۲  | ۲۲٫۳۵۶+              | ۲      |
| ۱۰                                                                   | ۲۰    | کوین مگنوسن    | هاس-فراری                 | ۵۲  | ۲۴٫۵۹۰+              | ۱      |
| ۱۱                                                                   | ۱۸    | لانس استرول    | استون مارتین آرامکو-مرسدس | ۵۲  | ۲۶٫۱۴۷+              |        |
| ۱۲                                                                   | ۶     | نیکلاس لطیفی   | ویلیامز-مرسدس             | ۵۲  | ۳۲٫۵۱۱+              |        |
| ۱۳                                                                   | ۳     | دنیل ریکیاردو  | مک‌لارن-مرسدس              | ۵۲  | ۳۲٫۸۱۷+              |        |
| ۱۴                                                                   | ۲۲    | یوکی سونودا    | آلفاتاوری-آربی‌پی‌تی        | ۵۲  | ۴۰٫۹۰۱+              |        |
| ب.                                                                   | ۳۱    | استابان اوکون  | آلپاین-رنو                | ۳۷  | پمپ سوخت             |        |
| ب.                                                                   | ۱۰    | پیر گسلی       | آلفاتاوری-آربی‌پی‌تی        | ۲۶  | خسارت ناشی از برخورد |        |
| ب.                                                                   | ۷۷    | والتری بوتاس   | آلفارومئو-فراری           | ۲۰  | گیربکس               |        |
| ب.                                                                   | ۶۳    | جورج راسل      | مرسدس                     | ۰   | برخورد               |        |
| ب.                                                                   | ۲۴    | گوانیو ژو      | آلفارومئو-فراری           | ۰   | برخورد               |        |
| ب.                                                                   | ۲۳    | الکساندر آلبون | ویلیامز-مرسدس             | ۰   | برخورد               |        |
| سریع‌ترین دور:سریع‌ترین دور: لوییس همیلتون (مرسدس) - ۱:۳۰٫۵۱۰ (دور ۵۲) |       |                |                           |     |                      |        |
| منابع:                                                               |       |                |                           |     |                      |        |

یادداشت‌ها
- ^ ۱ – یک امتیاز برای سریع‌ترین دور.[۱۶]

## رده‌بندی قهرمانی پس از مسابقه
جدول رده‌بندی قهرمانی رانندگان
| ت. ج  | جایگاه | راننده       | امتیازات |
| ----- | ------ | ------------ | -------- |
|       | ۱      | ماکس فرستاپن | ۱۸۱      |
|       | ۲      | سرجیو پرز    | ۱۴۷      |
|       | ۳      | شارل لکلرک   | ۱۳۸      |
| ۱     | ۴      | کارلوس ساینز | ۱۲۷      |
| ۱     | ۵      | جورج راسل    | ۱۱۱      |
| منبع: |        |              |          |

جدول رده‌بندی قهرمانی سازندگان
| ت. ج  | جایگاه | سازنده                | امتیازات |
| ----- | ------ | --------------------- | -------- |
|       | ۱      | ردبول ریسینگ-آربی‌پی‌تی | ۳۲۸      |
|       | ۲      | فراری                 | ۲۶۵      |
|       | ۳      | مرسدس                 | ۲۰۴      |
|       | ۴      | مک‌لارن-مرسدس          | ۷۳       |
|       | ۵      | آلپاین-رنو            | ۶۷       |
| منبع: |        |                       |          |

- یادداشت: فقط پنج رده برتر برای هر دو مجموعه رده‌بندی قرار داده شده است.